# Offshore-Windpark Vindeby
Vindeby war der erste Offshore-Windpark der Welt. Er ging 1991 vor der Küste der Ortschaft Vindeby auf der dänischen Insel Lolland in Betrieb. 2017 wurde er nach einer Laufzeit von mehr als 25 Jahren zurückgebaut. Sein Regelarbeitsvermögen entsprach dem jährlichen Stromverbrauch von mehr als 2200 Haushalten. Insgesamt produzierte der Windpark ca. 243 Mio. kWh elektrischer Energie.
Mit elf Windenergieanlagen vom Typ Bonus B35/450 kW kam der Windpark auf eine Nennleistung von fast fünf Megawatt. Moderne Windparks kommen auf ein Vielfaches dieser Leistung.
Vindeby war ursprünglich für eine Laufzeit von 20 Jahren ausgelegt. Die Technik erwies sich trotz der hohen Belastung durch die salzhaltige Luft auf dem Meer als so robust, dass der Windpark fast sechs Jahre länger betrieben werden konnte. Der Windpark gilt als Meilenstein der Windenergie. Die Erkenntnisse, die die Betreiber hier sammeln konnten, flossen in den Bau und Betrieb zahlreicher weiterer Offshore-Windparks ein.